# ハンター・モリソン
ハンター・モリソン（Hunter Morrison、2003年11月1日 - ）は、ジャパンラグビーリーグワンの浦安D-Rocksに所属している、ニュージーランド出身のラグビーユニオン選手。

## 経歴
2023年7月、ワールドラグビーU20チャンピオンシップに先発ロックとして、U20日本代表戦とU20ジョージア戦に出場した。
2023年8月には、同年加入したホークス・ベイで控えとしてNPCに初出場した。
2025年4月10日、ジャパンラグビーリーグワンの浦安D-Rocksへの加入を発表した。同月25日に行われたJAPAN RUGBY LEAGUE ONE第16節カンファレンスAブレイブルーパス東京戦にて先発出場でリーグワン公式戦初出場を果たした。